# BEENOS
BEENOS株式会社（英称：BEENOS Inc.）は、東京都品川区に本社を置き、Eコマース事業とインキュベーション事業を手掛ける日本の持株会社。
旧社名は株式会社ネットプライスドットコム。

## 概要
越境ECサポートサービスの「Buyee（バイイー）」や「転送コム」を運営するtenso株式会社や、ブランド宅配買取サービス「ブランディア」を運営する株式会社デファクトスタンダードなど複数のEコマース企業をグループ会社として抱えるほか、世界10カ国以上・60社以上のインターネット関連企業に投資を行っている。
1999年、株式会社ネットプライスとして、Eコマース関連事業の開発を目的に設立。その後、世界初のモバイルコマースサービス「ちびギャザ」を、NTTドコモのiモード向けに提供を開始した。他社への出資を通して事業を拡大し、2004年7月に東証マザーズに上場。2010年にはカカクコム、デジタルガレージと共同で「Open Network Lab」を開始。企業売却など実績を残す企業家を輩出した。
2014年に現社名に変更。ミツバチを意味する「BEE」の巣（＝NOS）のように世界中の企業、起業家、モノ、情報がつながる場を提供する姿勢が込められている。2016年10月には東証1部に上場市場を変更している。

## 沿革
- 1999年（平成11年）11月25日 - 株式会社サイバーエージェントの関連会社として株式会社ネットプライス設立。
  - 初代社長の佐藤輝英（1975年愛媛県生まれ）は茗溪学園高等学校在学中、同校が提携する経団連支援のユナイテッド・ワールド・カレッジのイタリア校に1991年より2年間留学。慶應義塾大学総合政策学部在学中に北尾吉孝と知り合い、ソフトバンクでサイバーキャッシュの立ち上げに参画。2000年、ネットプライス社長に就任。2005年、最年少代表として経団連に入会。2014年社長を退任し、2015年にシンガポールを拠点に投資会社BEENEXT設立。カラオケの鉄人創業者の日野洋一はいとこ[2][3][4][5][6]。
- 2000年（平成12年）
  - 3月 - 日本初のインターネット上の共同購入システムギャザリングを開始。
  - 7月 - 株式会社有線ブロードネットワークスと共同でオンラインモール「ネットプライスモール」を開設。
  - 9月 - 携帯電話を使ったモバイルコマース「ちびギャザ」を開始。
- 2002年（平成14年）1月 - ネットプライスモールのサービスを株式会社有線ブロードネットワークスに移管。
- 2003年（平成15年）7月 - 株式会社有線ブロードネットワークスがネットプライスモールのサービスを楽天に移管。
- 2004年（平成16年）
  - 2月 - 楽天運営のネットプライスモールがサービス終了。
  - 7月8日 - 東証マザーズに上場。
- 2005年（平成17年）1月 - 日本経団連に入会。
- 2007年（平成19年）
  - 2月 - 持株会社体制に移行。社名を株式会社ネットプライスドットコムに変更。
  - 12月 - eBayとの業務提携を発表。連結子会社・株式会社ショップエアラインにて、eBay.comの商品が日本語で買えるグローバルショッピング・サービス「セカイモン（sekaimon）」を開始。
- 2008年（平成20年）
  - 4月 - 本社を東京都品川区北品川へ移転。
  - 7月 - 海外関連事業の企画・開発・運営を行う「株式会社転送コム」（現・tenso）を設立。
- 2014年（平成26年）10月1日 - 商号をBEENOS株式会社に変更。
- 2016年（平成28年）10月7日 - 東証1部に市場変更。
- 2017年（平成29年）10月 - 新規事業の開発に特化したインキュベーション事業を行うBeeCruise株式会社（連結子会社）を設立。
- 2018年（平成30年）3月 - 酒類買取およびECによる酒類全般小売業を行うJOYLAB株式会社（旧・帝国酒販）の全株式を取得。
- 2022年（令和4年）
  - 2月 - エンターテインメント領域のDX支援事業を行うBEENOS Entertainment株式会社（連結子会社）を設立。
  - 4月 - 東証プライム市場へ移行。
- 2024年（令和6年）4月 - 株式会社デファクトスタンダードとJOYLAB株式会社の全株式を株式会社オークネットへ譲渡[7][8]。
- 2025年（令和7年）5月 - LINEヤフー株式会社が株式公開買付けにより議決権所有割合ベースで84.32%の株式を取得し親会社となる[9]。

## 関連会社
- tenso 株式会社（海外転送・購入サポート事業）
- 株式会社ショップエアライン（グローバルショッピング事業）
- BeeCruise株式会社（新規事業の開発を行うインキュベーション事業）
- FASBEE株式会社（ファッション特化型越境EC事業）
- BEENOS Travel株式会社（訪日旅行メディアサイトの運営を中心としたインバウンド事業）
- BEENOS Entertainment株式会社（エンターテイメント領域のDX支援事業）
- 必諾希亞太行銷 股份有限公司（グローバルマーケティング事業）
- BEENOS HR Link株式会社(グローバルHR事業)
- 株式会社BEENOS Partners（米国スタートアップ企業への投資事業）
- BEENOS Asia Pte. Ltd.（新興国を中心とする投資育成事業）
- BEENOS Plaza Pte. Ltd.（インドネシアの投資育成事業）
- 株式会社ONL（起業支援・投資事業）
- メトロエンジン株式会社（需要予測・ダイナミックプライシング事業）